# Ловелл (Орегон)
Ловелл (англ. Lowell) — місто (англ. city) в США, в окрузі Лейн штату Орегон. Населення — 1196 осіб (2020).

## Географія
Ловелл розташований за координатами 43°55′13″ пн. ш. 122°46′57″ зх. д. / 43.92028° пн. ш. 122.78250° зх. д. (43.920180, -122.782509).  За даними Бюро перепису населення США в 2010 році місто мало площу 3,06 км², з яких 2,25 км² — суходіл та 0,82 км² — водойми.

## Демографія
Згідно з переписом 2010 року, у місті мешкало 1045 осіб у 397 домогосподарствах у складі 298 родин. Густота населення становила 341 особа/км².  Було 436 помешкань (142/км²).
Расовий склад населення:
| - 90,9 % — білих - 1,7 % — корінних американців - 0,7 % — азіатів |

До двох чи більше рас належало 6,0 %. Частка іспаномовних становила 3,5 % від усіх жителів.
За віковим діапазоном населення розподілялося таким чином: 27,5 % — особи молодші 18 років, 63,4 % — особи у віці 18—64 років, 9,1 % — особи у віці 65 років та старші. Медіана віку мешканця становила 39,0 року. На 100 осіб жіночої статі у місті припадало 103,3 чоловіків;  на 100 жінок у віці від 18 років та старших — 101,6 чоловіків також старших 18 років.
Середній дохід на одне домашнє господарство  становив 55 792 долари США (медіана — 53 438), а середній дохід на одну сім'ю — 55 914 долари (медіана — 51 818). Медіана доходів становила 43 036 доларів для чоловіків та 44 750 доларів для жінок. За межею бідності перебувало 14,8 % осіб, у тому числі 20,4 % дітей у віці до 18 років та 11,8 % осіб у віці 65 років та старших.
Цивільне працевлаштоване населення становило 442 особи. Основні галузі зайнятості: освіта, охорона здоров'я та соціальна допомога — 25,8 %, роздрібна торгівля — 19,7 %, виробництво — 13,6 %, будівництво — 10,4 %.